# Maihueniopsis nigrispina
Maihueniopsis nigrispina (K.Schum.) R.Kiesling, es una especie fanerógama perteneciente a la familia Cactaceae. 

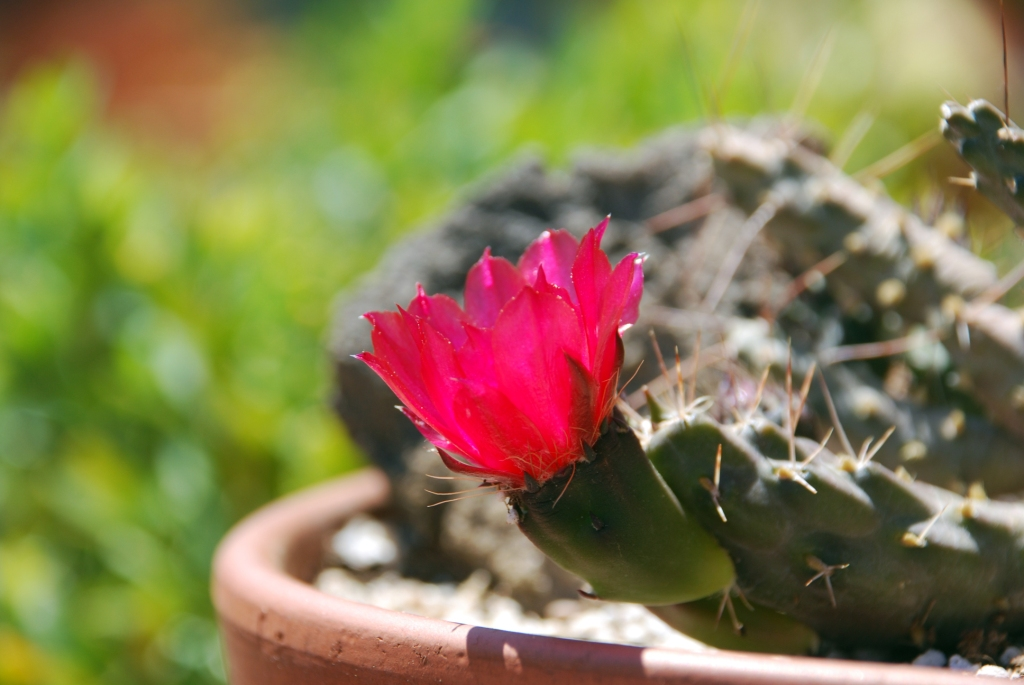
Con flor

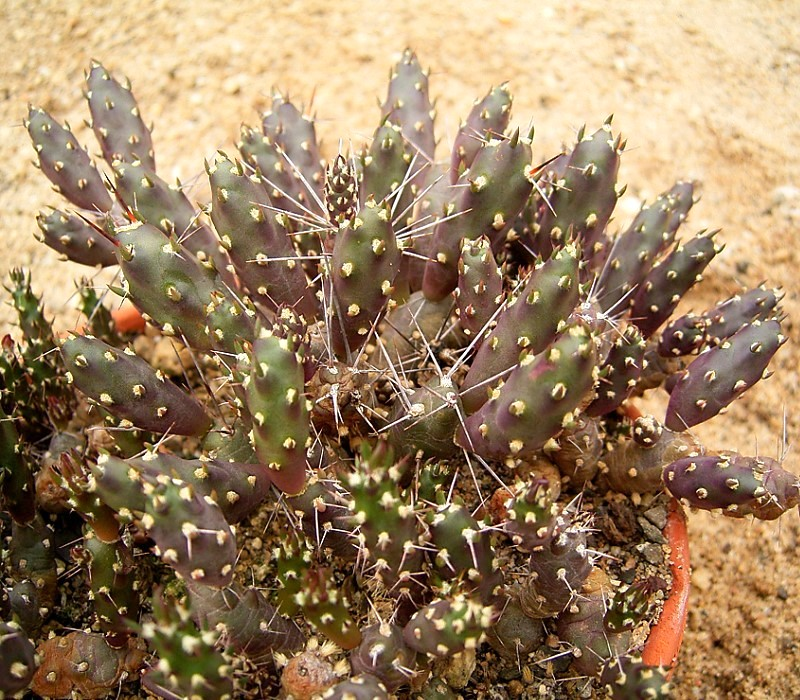
Vista de la planta

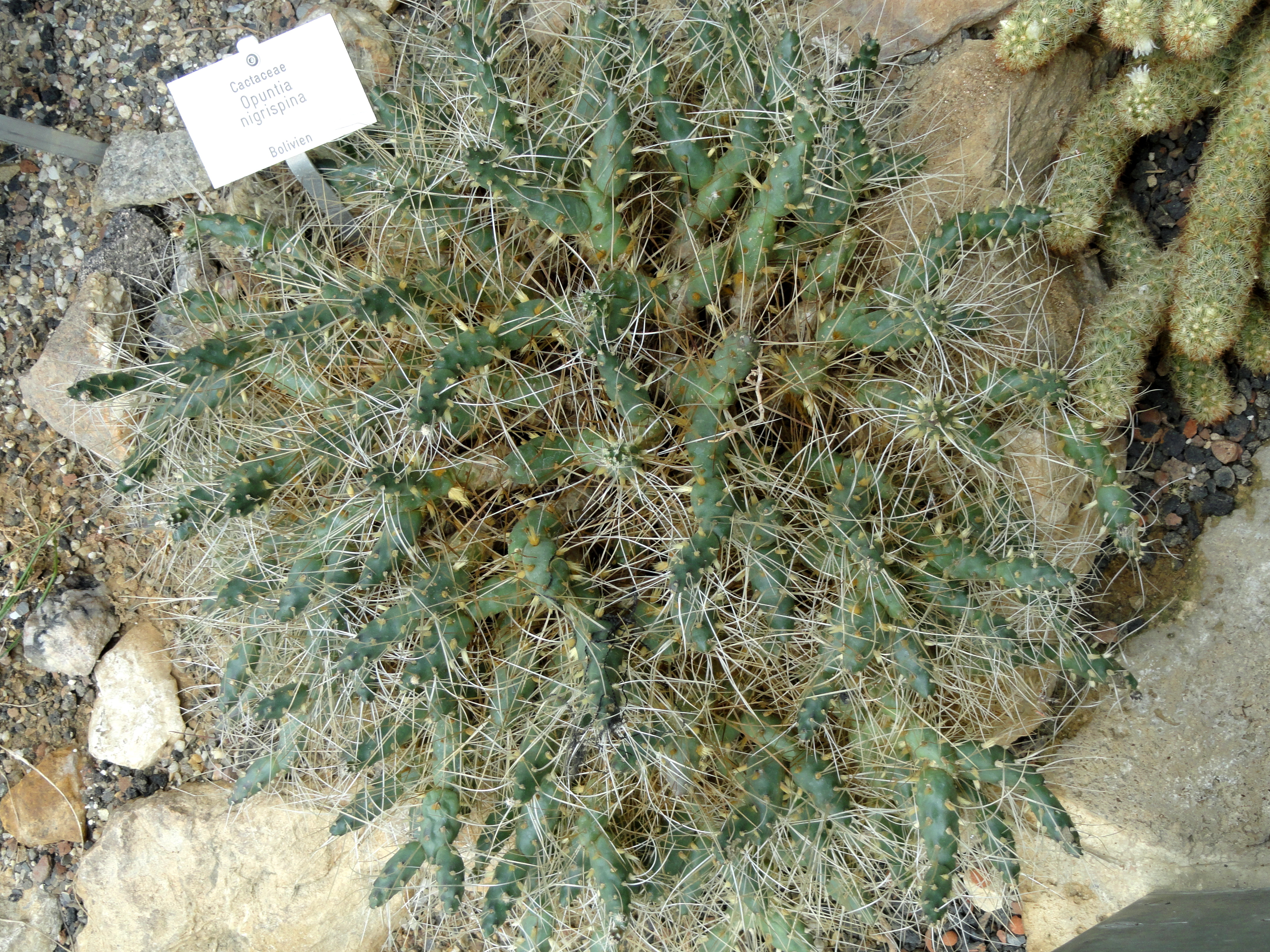
Vista de la planta

## Distribución
Es endémica de Argentina, Bolivia y Chile, donde se encuentra en Jujuy, Argentina, y en Potosí, Bolivia. Hay una población separada en Tarapacá y Antofagasta, Chile y Oruro, Bolivia. Crece a altitudes entre 3.400 y 3.700 m s. n. m., donde se produce en los arenales de la puna.

## Descripción
Maihueniopsis nigrispina es crecientemente baja y arbustiva, está ricamente ramificada y alcanza un tamaño de hasta 10 centímetros (raramente a 20 centímetros). Es más o menos vertical, elipsoidal alargada, con secciones circulares  de color verde opaco o rojizo púrpura y tubérculos en la etapa juvenil. Las areolas de 2 a 3 milímetros de diámetro son grandes y abundantes, ocupadas con lana y gloquidios. Tiene de tres a cinco débiles espinas centrales, de 2,5 a 3 centímetros de largo que están formadas sólo en las areolas superiores. Están dispersas y son, más o menos, de color oscuro púrpura (raramente blanquecina). Las flores de color morado a naranja-rojo tienen una longitud de 2 a 2,5 cm. Su pericarpio es de color rojo negruzco. Los frutos son más o menos esféricos, lisos, y tienen un diámetro de 1 cm. Las semillas son de color rosa fucsia.

## Taxonomía
Maihueniopsis nigrispina fue descrita por (K.Schum.) R.Kiesling y publicado en Darwiniana 25(1–4): 209. 1984.
Etimología
Maihueniopsis: nombre genérico que deriva de la  palabra griega: opsis, "similar", refiriéndose a su parecido con  Maihuenia.
nigrispina: epíteto latíno que significa "con espinas negras" 
Sinonimia
- Opuntia nigrispina
- Tephrocactus nigrispinus
- Platyopuntia nigrispina
- Tephrocactus atroglobosa
- Platyopuntia atroglobosa
- Opuntia atroglobosa
- Opuntia purpurea R.E. Fr.[3]